# IC 4403
IC 4403 је спирална галаксија у сазвјежђу Волар која се налази на листи објеката дубоког неба у Индекс каталогу.
Деклинација објекта је + 31° 39' 14" а ректасцензија 14h 18m 16,9s. Привидна величина (магнитуда) објекта IC 4403 износи 14,1 а фотографска магнитуда 14,9. IC 4403 је још познат и под ознакама UGC 9158, MCG 5-34-16, CGCG 163-23, KARA 622, IRAS 14160+3153, PGC 51091.